# Beta Indi
Désignations
Beta Indi (β Indi / β Ind) est une étoile de la constellation de l'Indien. Elle a une magnitude apparente de 3,65. D'après la mesure de sa parallaxe annuelle par le satellite Hipparcos, l'étoile est située à environ ∼ 610 a.l. (∼ 187 pc) de la Terre. Elle se rapproche du Système solaire à une vitesse radiale de −5 km/s.
β Indi est une étoile géante lumineuse de type spectral K1II. Elle est plus de 1 900 fois plus lumineuse que le Soleil.
L'étoile possède une compagne visuelle, CCDM J20548-5827B, avec une magnitude apparente d'environ 12,5. En 2015, elle était située à une distance angulaire de 16,9 secondes d'arc et à un angle de position de 99° de l'étoile primaire. C'est une compagne purement optique, dont la proximité apparente avec β Indi n'est qu'une coïncidence.